# Xerrac musical
|  | Per a altres significats, vegeu «Xerrac (desambiguació)». |

El xerrac musical, xerrac cantant o xerrac d'arc (també anomenat serra musical), és un instrument musical atípic. Es tracta d'un xerrac utilitzat com instrument musical. Capaç de fer un perfecte glissando continu (portamento), el so te un to eteri, molt similar al theremin. El xerrac musical està classificat com un idiòfon de fricció de placa amb fricció directa (132.22) sota el sistema Hornbostel-Sachs de classificació d'instruments musicals.

## Construcció i ús
L'instrument consisteix en un xerrac de fuster d'acer trapezoïdal normal. Es toca amb un arc de contrabaix, violoncel, violí o batut mitjançant l'ús de martells. Es toca assegut, amb el mànec del xerrac entre les cuixes, les dents mirant cap a nosaltres i la punta agafada amb la mà esquerra (si no és esquerrà), o es pot tocar d'empeus aguantant el mànec entre el genolls units, o bé mitjançant suports especials fets a mà. La mà dreta maniobra l'arc mentre que l'esquerra ajusta el to doblegant la fulla. El rang pot oscil·lar entre dues i quatre octaves. El to de la nota només es pot ajustar amb l'oïda, ja que és difícil determinar quina curvatura es necessita per produir un to concret.

## Característiques sonores
El so és alhora dolç i vibrant, queixós; pot recordar el del theremin. No són possibles passatges d'agilitat ni notes curtes, donada la llarga ressonància de la fulla. La dinàmica és bastant limitada. A part del so produït amb l'arc, el xerrac musical musical també es pot tocar amb pals tous creant un efecte misteriós.
Tot i que figura entre els instruments "accessoris" dels percussionistes, el xerrac musical requereix una certa habilitat en l'ús de l'arc i una bona orella musical, com en qualsevol instrument de to continu. Després, l'instrument el toca un especialista, un percussionista o un instrumentista de corda amb la mentalitat oberta necessària.

## Principals fabricants i models famosos
Els xerracs musicals s'han produït durant més d'un segle, primer als Estats Units i després a la resta del món.

### Europa
- Stradivarius Sandvik[2]
- Singende Säge de Feldmann[3]
- Stradivarius Bahco - 296[4]
- Sierra Musical Jetel[5]

### Estats Units
- Mussehl e Westphal Regular Musical Saw[6]
- Mussehl & Westphal Gold Plated Musical Saw[7]

## Història, intèrprets i repertori
Va néixer com a instrument popular cap a mitjans del segle xix. A partir de la dècada de 1920 va tenir un cert ús en orquestres de música popular, circ, varietats i jazz. Entre els grans virtuosos d'aquest curiós instrument cal recordar l'alemany Friedrich que el 1928 va fer un recital en solitari dirigit per Erich Kleiber al Staatsoper de Berlín. El xerrac apareix, entre altres composicions, en obres de Mauricio Kagel, Krzysztof Penderecki, Azio Corghi, Salvatore Sciarrino, Fabio Nieder.

### Marlene Dietrich
L'actriu i cantant alemanya Marlene Dietrich, que va viure i va treballar als Estats Units durant molt de temps, és probablement la instrumentista de xerrac musical més coneguda. Quan als vint anys, va estudiar el violí durant un any a Weimar, les seves habilitats musicals ja eren evidents. Alguns anys després va aprendre a tocar la xerrac musical mentre rodava la pel·lícula Café Elektric a Viena el 1927. El seu company, l'actor i músic bavarès Igo Sym, li va ensenyar a tocar. A les pauses de rodatge i els caps de setmana tots dos realitzaven duets romàntics, ell al piano i ella a la xerrac musical.
Sym li va donar el seu xerrac com a regal de comiat. Al xerrac hi ha gravades les paraules següents: "Now Suidy is gone / the sun d'ont [sic!] / shine… / Igo / Vienna 1927" Se'l emportar quan va marxar a Hollywood el 1929 i el va tocar els anys següents en reunions de cinema i festes de Hollywood. Quan va participar en els espectacles de les organitzacions de serveis units (USO) per a les tropes nord-americanes el 1944, també el va tocar. Alguns d'aquests programes es van emetre per ràdio, de manera que hi ha dos rars enregistraments tocant el xerrac, enmig d'entretingudes entrevistes: 1. Aloha Oe 2. other song